# Kościół Najświętszego Serca Pana Jezusa w Rybniku (Niedobczyce)
Kościół Najświętszego Serca Pana Jezusa – rzymskokatolicki kościół parafialny należący do dekanatu Niedobczyce archidiecezji katowickiej. Znajduje się w rybnickiej dzielnicy Niedobczyce.

## Historia
Budowę świątyni rozpoczęto w 1920 roku. Nadzór nad budową sprawował Karol Wilczek. Mieszkańcy Niedobczyc byli tak zdeterminowani, że już przed zimą 1921 roku kościół posiadał dach i sklepienie. Świątynia została poświęcona w dniu 14 listopada 1921 roku. Budowla została wzniesiona w stylu neobarokowym według projektu wrocławskiego architekta Jana Schlichty. Główny ołtarz został wykonany przez rybnickiego rzeźbiarza Kajzera, boczne ołtarze, konfesjonały, chrzcielnica i ambona przez Franciszka Follka z Pawłowic. Obrazy umieszczone w ołtarzach zostały namalowane przez Otto Kowalewskiego i Baendla z Łąki. Wystrój świątyni jest połączeniem prostoty z bogactwem zdobień. Centrum kościoła zajmuje prezbiterium z obrazem Najświętszego Serca Pana Jezusa. W nawach bocznych znajdują się figury świętych. Oprócz tego świątynia posiada witraże oraz zdobione żyrandole i kinkiety. Obecny wystrój wnętrza został zaprojektowany przez inżyniera Stanisława Konarzewskiego. W dniu 9 czerwca 1931 roku świątynia została konsekrowana przez biskupa Stanisława Adamskiego.

## Organy
W kościele na chórze znajdują się 26-głosowe organy piszczałkowe. Zostały zbudowane w 1935 roku przez organmistrzów Walentego Klimosza i Jana Dyrszlaga. Instrument wyposażony jest w dwa manuały, klawiaturę nożną i trakturę pneumatyczną. Prospekt organowy neobarokowy, architektoniczny, malowany – biały, o trzech wieżach oddzielonych segmentami piszczałek zamkniętymi skośnie gzymsami. Wieża centralna w formie arkady, wieże boczne wysunięte półkolistymi ryzalitami, flankowane symetrycznymi segmentami. Dekoracja snycerska złocona, o motywach akantowych, w formie kotar, zwieńczeń, zwornika i kwiatu.